# Reprezentacja Rumunii na Mistrzostwach Świata w Narciarstwie Klasycznym 2011
Reprezentacja Rumunii na Mistrzostwach Świata w Narciarstwie Klasycznym 2011 liczy 4 sportowców.

## Medale

### Złote medale
Brak

### Srebrne medale
Brak

### Brązowe medale
Brak

## Wyniki

### Biegi narciarskie mężczyzn
Sprint
- Paul Constantin Pepene - odpadł w kwalifikacjach
- Petrică Hogiu - odpadł w kwalifikacjach

Bieg łączony na 30 km
- Paul Constantin Pepene - 35. miejsce
- Petrică Hogiu - nie ukończył

Bieg na 15 km
- Paul Constantin Pepene - 45. miejsce

Sprint drużynowy
- Paul Constantin Pepene, Petrică Hogiu - nie wystartowali

### Biegi narciarskie kobiet
Sprint
- Mónika György - odpadła w kwalifikacjach

Bieg łączony na 15 km
- Mónika György - 46. miejsce

Bieg na 10 km
- Mónika György - 50. miejsce

### Skoki narciarskie mężczyzn
Konkurs indywidualny na skoczni normalnej
- Remus Tudor - odpadł w kwalifikacjach